# Nicolas Marini
Nicolas Marini (Iseo, 29 de julio de 1993) es un ciclista italiano.

## Palmarés
2014
- La Popolarissima

2015
- 1 etapa del Tour de Japón
- 3 etapas del Tour de China II

2016
- 1 etapa de la Vuelta al Lago Qinghai
- 1 etapa del Tour de China I[1]
- 1 etapa del Tour del Lago Taihu

2017
- 1 etapa de la Vuelta al Lago Qinghai
- 1 etapa del Tour del Lago Taihu

2018
- 1 etapa del Tour de Albania